# Good Luck FC
El Good Luck FC es un equipo de fútbol de Martinica que juega en el Campeonato Nacional de Martinica, la liga de fútbol más importante del país.

## Historia
Fue fundado en el año 1917 en la capital Fort-de-France y ha logrado ganar el título nacional en dos ocasiones y han ganado 13 títulos varios de copa nacional.
También participó en una ocasión en la Copa de Francia, donde pudo avanzar de la primera etapa.

## Palmarés
- Martinique Championnat National: 2

1945, 1957
- Copa de Martinique: 4

1956, 1973, 1974, 1979
- Coupe Théolade: 8

1928, 1929, 1931, 1943, 1947, 1955, 1957, 1979
- Copa Varasse: 1

1929

## El Club en la Estructura del Fútbol Francés
- French Cup: 1 aparición

1978/79

### Series Ganadas
1978/79 – Good Luck 3–1 UES Montmorillon (rd 7)